# Étang de Gialicatapiano
L'étang de Gialicatapiano (lavu di Ghjallicata Piana en corse) est un lac de Haute-Corse situé à 1 523 mètres d'altitude dans la haute vallée du Manganello, au pied de la Punta all'Altore (2 021 m), à quelque 5 km au sud du Monte Rotondo (2 622 m).